# Academic Emergency Medicine
Academic Emergency Medicine es una revista médica mensual revisada por pares publicada por Wiley-Blackwell en nombre de la Society for Academic Emergency Medicine . El editor en jefe es Jeffrey A. Kline, MD. La cobertura incluye ciencia básica , investigación clínica , información educativa y práctica clínica relacionada con la medicina de emergencia .

## Resumen e indexación
Esta revista está indexada por los siguientes servicios:
- Current Contents / Medicina Clínica
- Journal Citation Reports /Edición científica
- Alerta de investigación (Thomson Reuters)
- Science Citation Index Expanded (SCIE)
- Resúmenes en Antropología
- Embase
- MEDLINE / Index Medicus

Según ResearchGate, el factor de impacto de la revista en 2013 es de 1,76. El Academic accelerator le da un factor de impacto para el período 2021-2022 de 3.451.

## Métricas de revista
2022
- Web of Science Group : 2.469
- Índice h de Google Scholar: 109 (2025)
- Scopus: 2.632